# خانه استاد شهریار
خانه استاد شهریار یا موزه استاد شهریار مربوط به دوره پهلوی دوم است و در تبریز، در محله مقصودیه شهر واقع شده و این اثر در تاریخ ۲۷ اسفند ۱۳۸۶ با شمارهٔ ثبت ۲۲۷۲۹ به‌عنوان یکی از آثار ملی ایران به ثبت رسیده‌است. ساختمان این موزه، قبلاً محل زندگی محمدحسین شهریار، شاعر مشهور ایران بوده‌است.
این خانه در سال ۱۳۶۷ و بعد از درگذشت استاد، از سوی شهرداری تبریز خریداری شده و هم‌اکنون زیر نظر این نهاد اداره می‌شود. منزل استاد شهریار، در زیربنایی بالغ بر ۲۵۰ متر و مساحت ۲۲۵ متر در ۲ طبقه ساخته شده‌است.

## اشیاء نگهداری شده
بیش از ۵۰۰ قطعه از آثار و نیز وسایل شخصی شهریار شامل کتاب، دستخط و انواع یادبودها و هدایای داخلی و خارجی به همراه لوازم زندگی این شاعر تبریزی در موزه به نمایش گذاشته شده‌است.
این موزه در قسمت زیرزمین، دربرگیرنده عکس‌ها و تصاویری از استاد شهریار، بخش سمعی-بصری و قسمتی مخصوص استراحت میهمانان و بازدیدکنندگان از موزه‌است.
در بخش فوقانی نیز که در واقع بخش اصلی و قدیمی‌تر موزه ادبی استاد شهریار به‌شمار می‌رود، بخش‌هایی چون بخش اسناد قدیمی، عکس‌ها، دست‌نوشته‌ها، وسایل شخصی شامل لباس‌ها، کتاب‌ها، لوازم‌التحریر، رختخواب و بستر استراحت استاد، تالار پذیرایی منزل استاد، هدایا، لوح‌های تقدیر و تندیس‌های این شاعر بزرگ قرار گرفته‌است.
در موزه ادبی استاد شهریار همچنین سه تار معروف این شاعر بزرگ و آثار خط نستعلیق وی در معرض دید عموم قرار گرفته‌است.

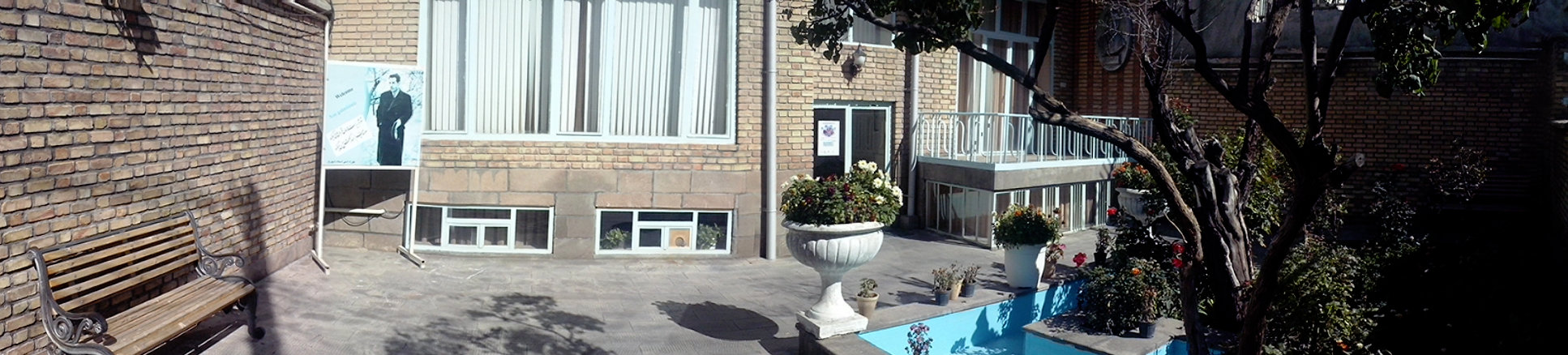
سراسرنمای حیاط خانه استاد شهریار

## نگارخانه

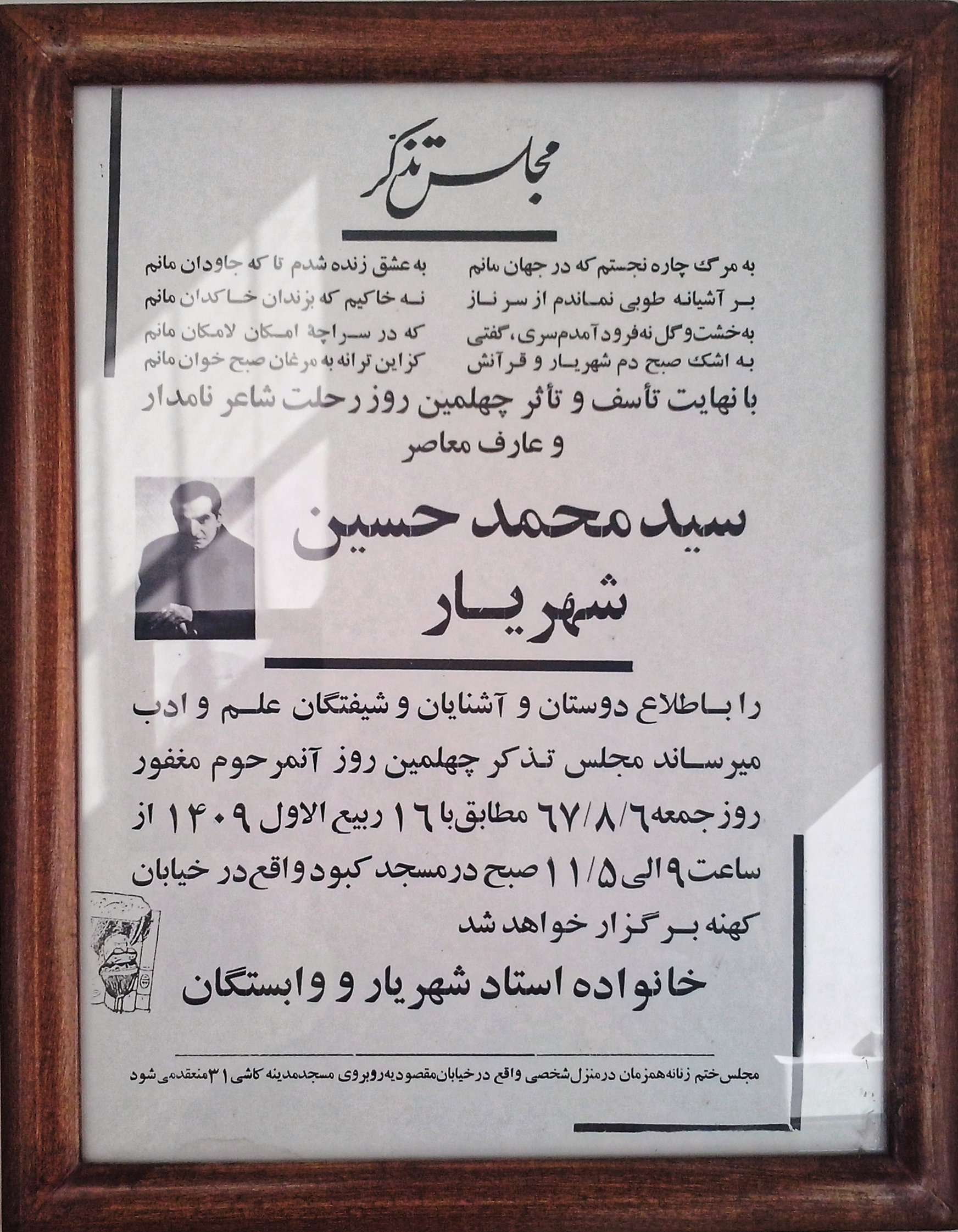
اعلامیه مراسم چهلم شهریار
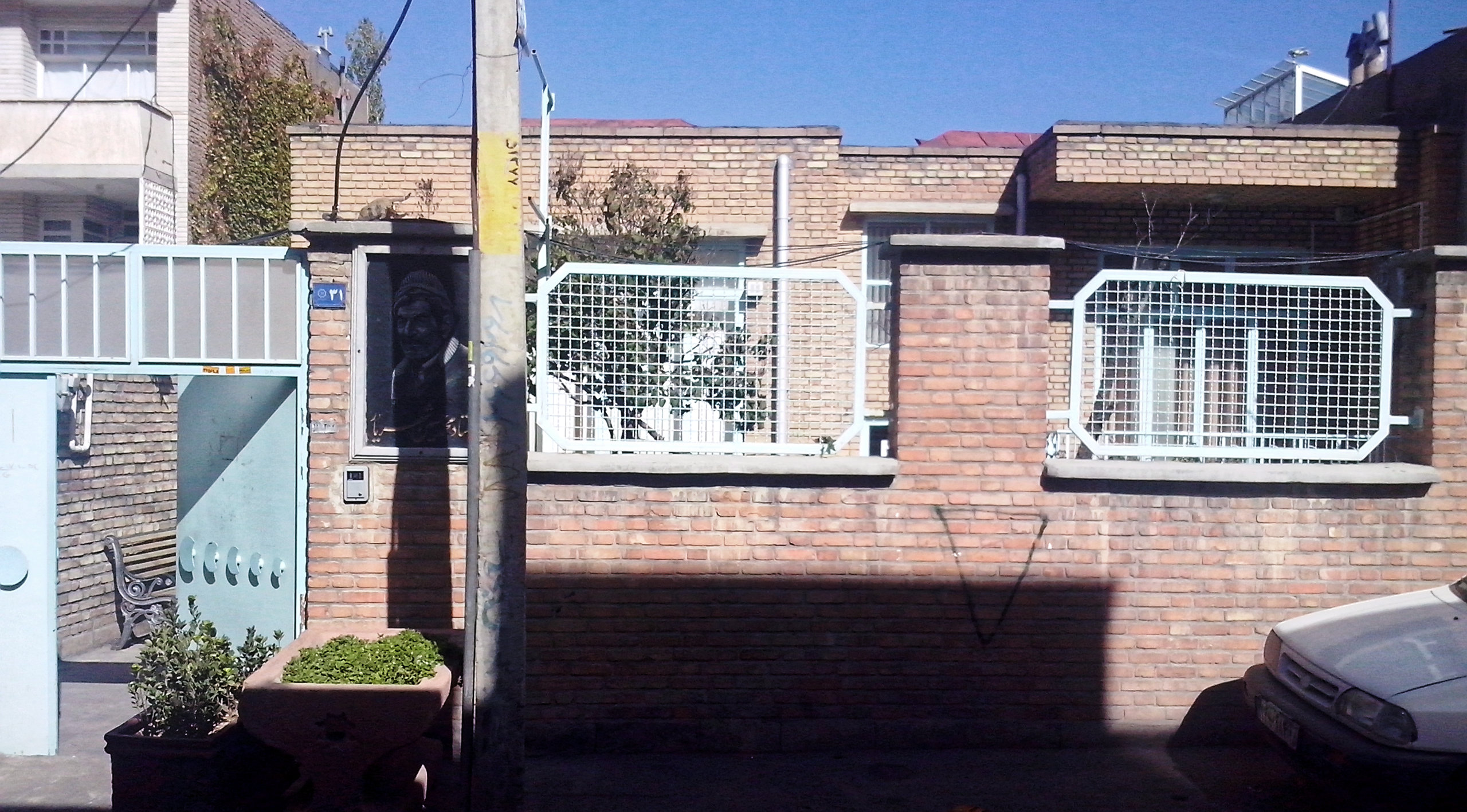
خانه
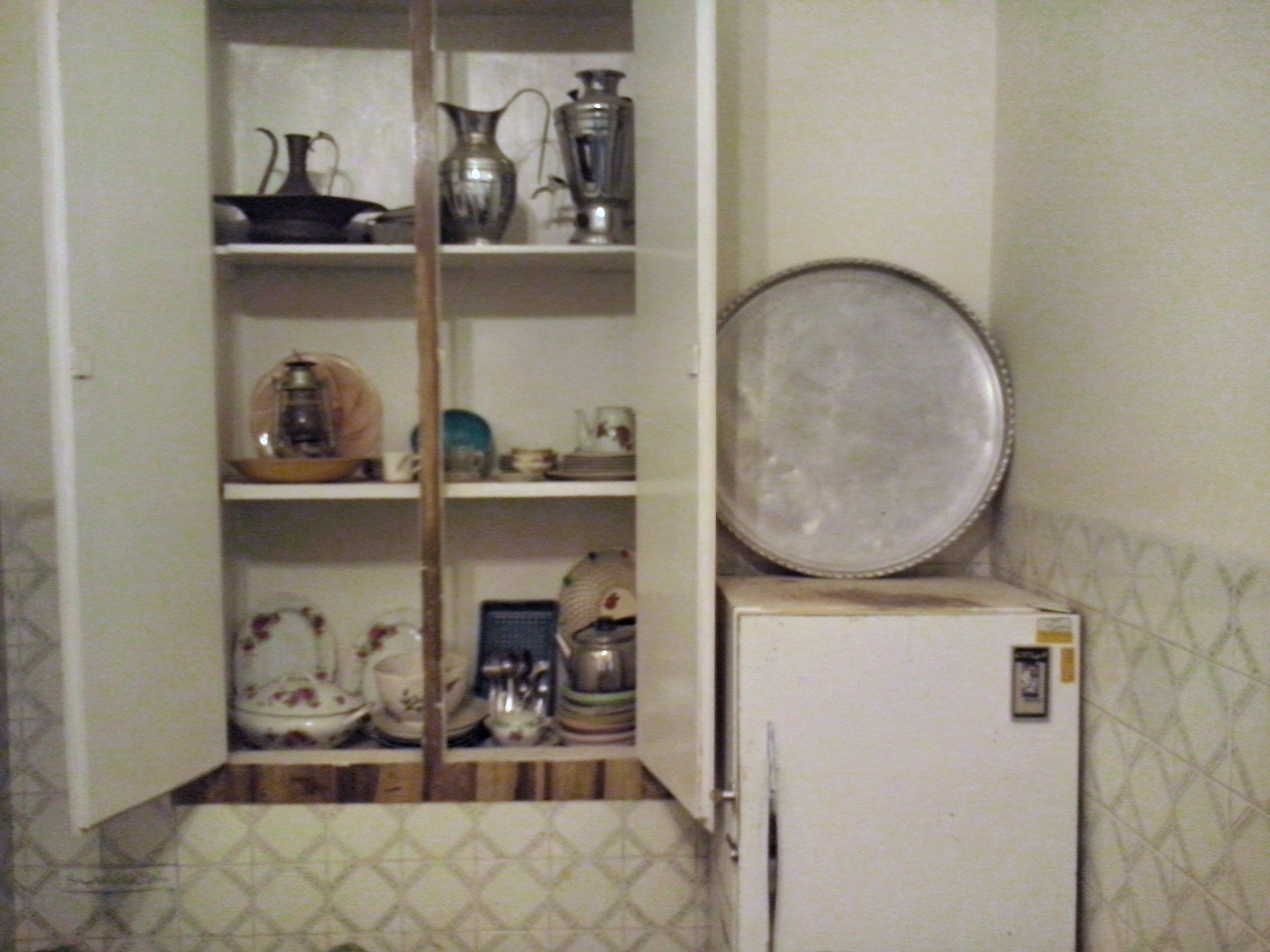
آشپزخانه
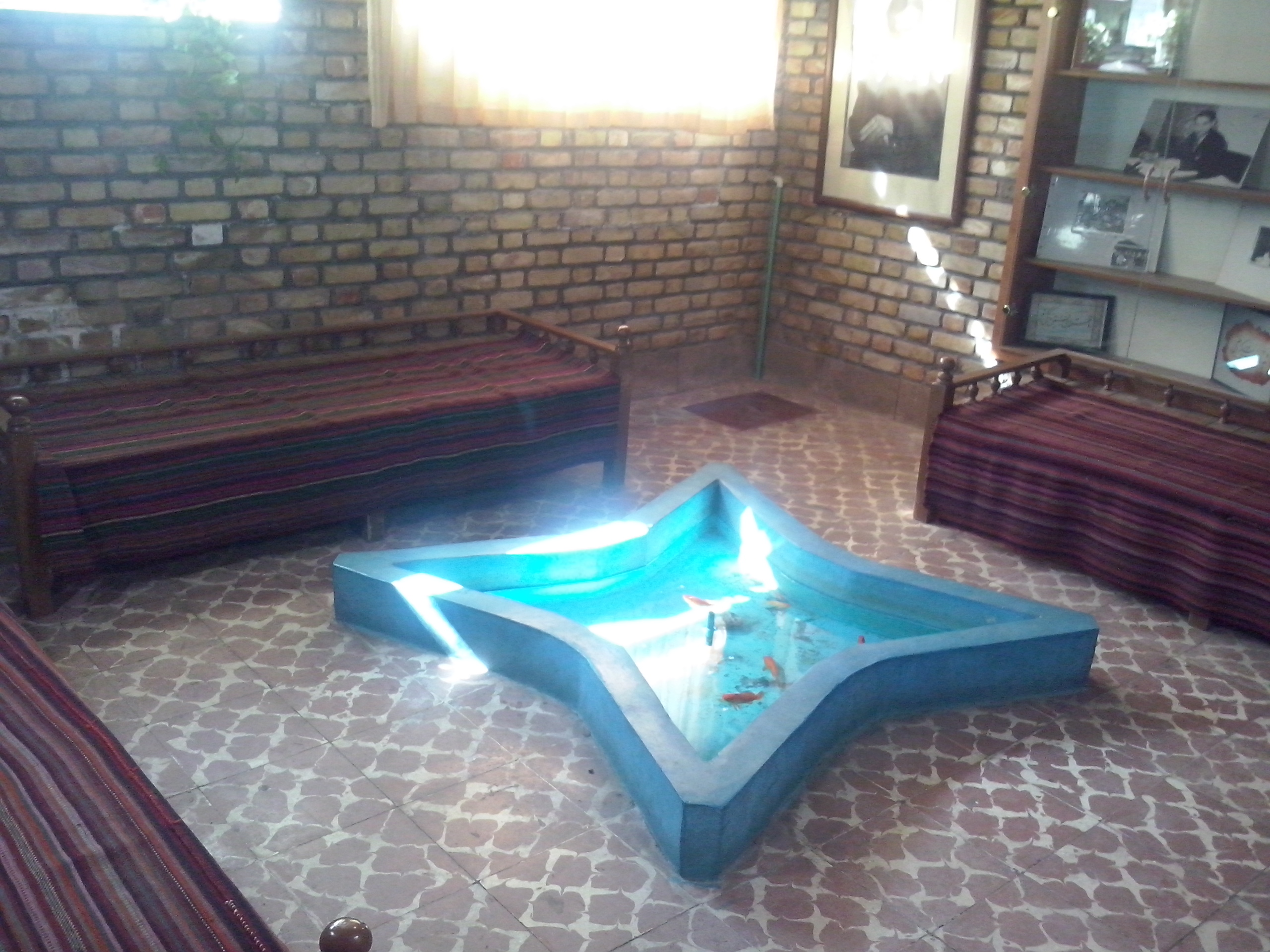
زیرزمین خانه
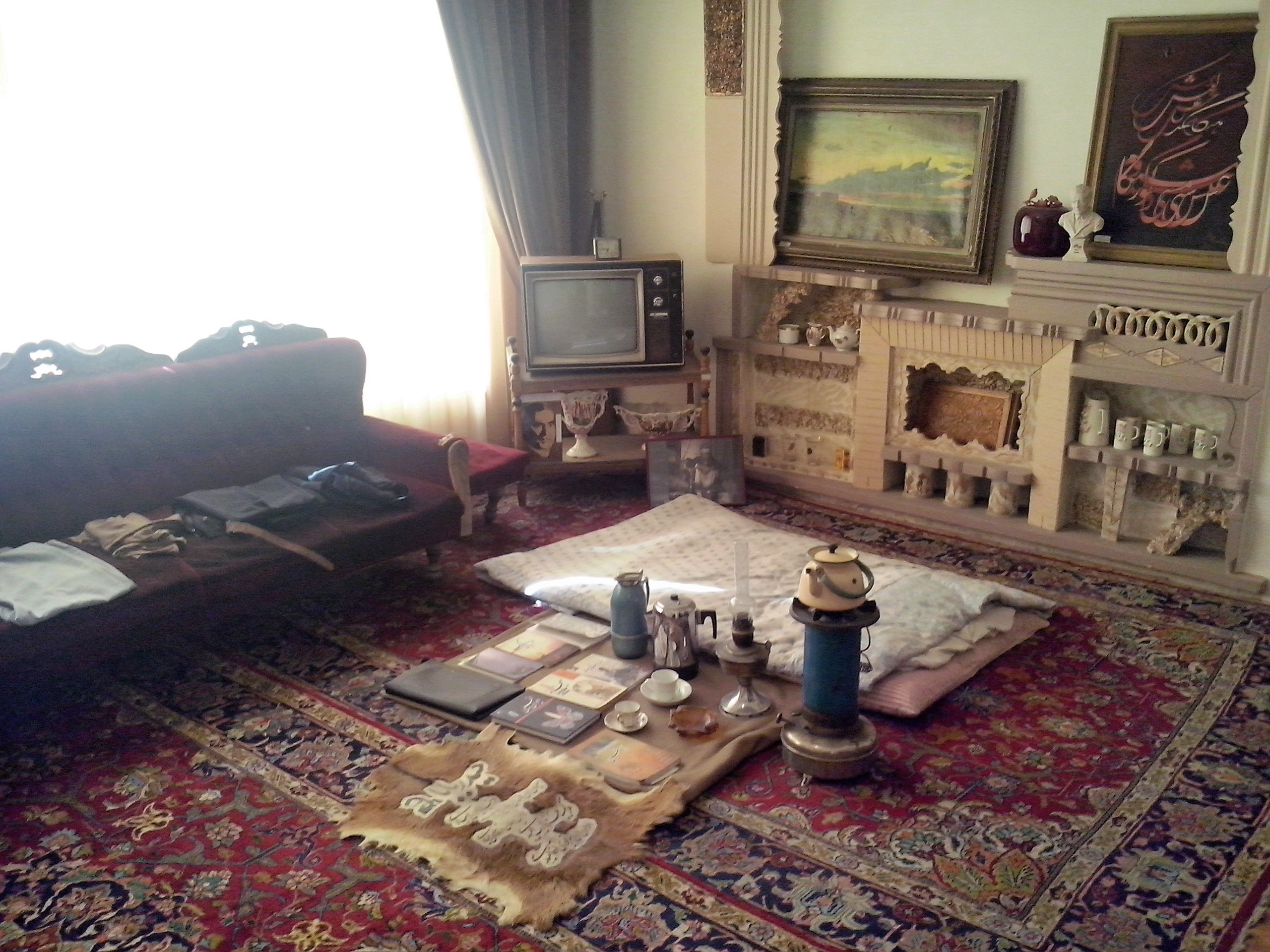
لوازم شخصی شهریار
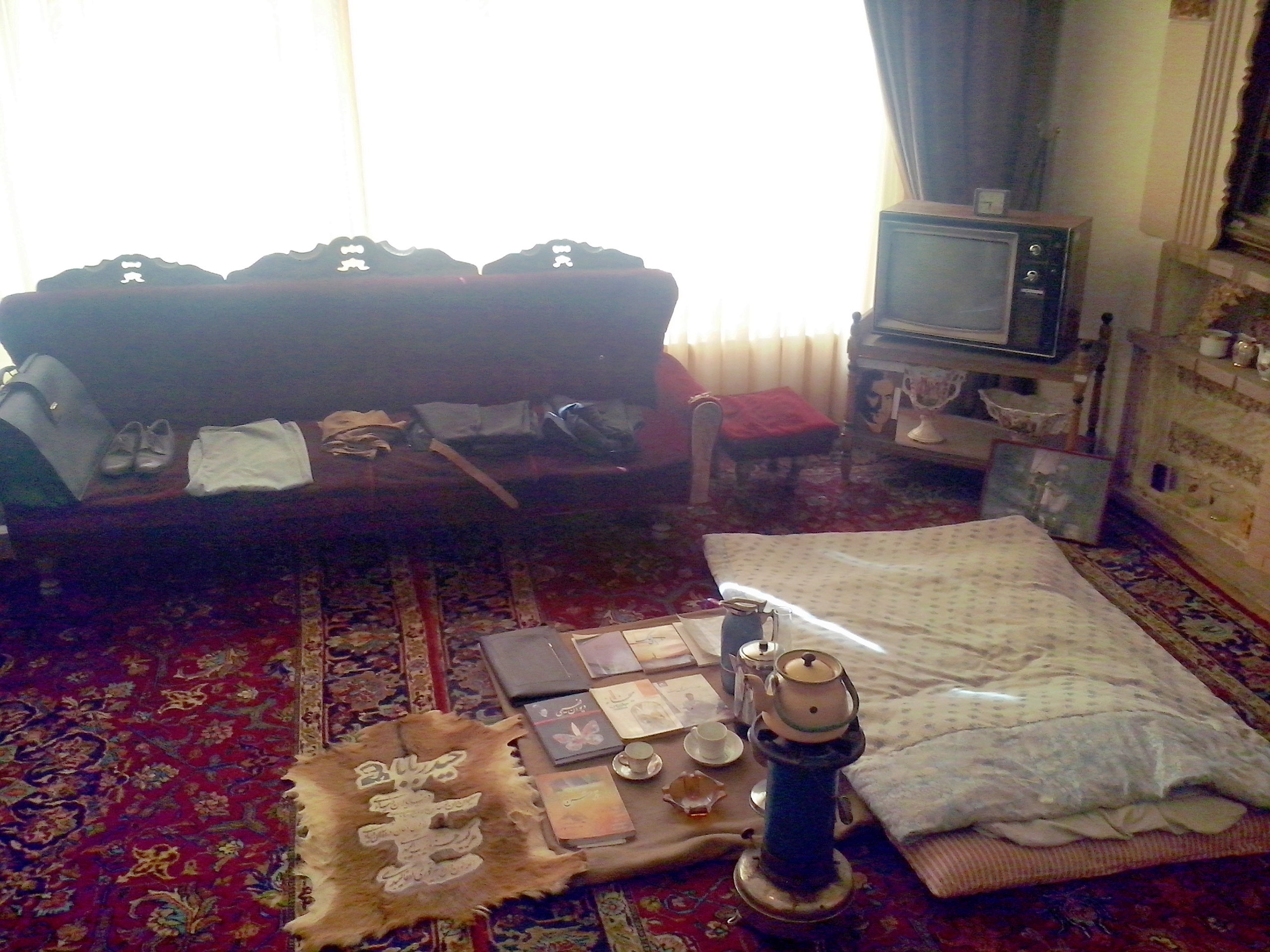
لوازم شخصی شهریار
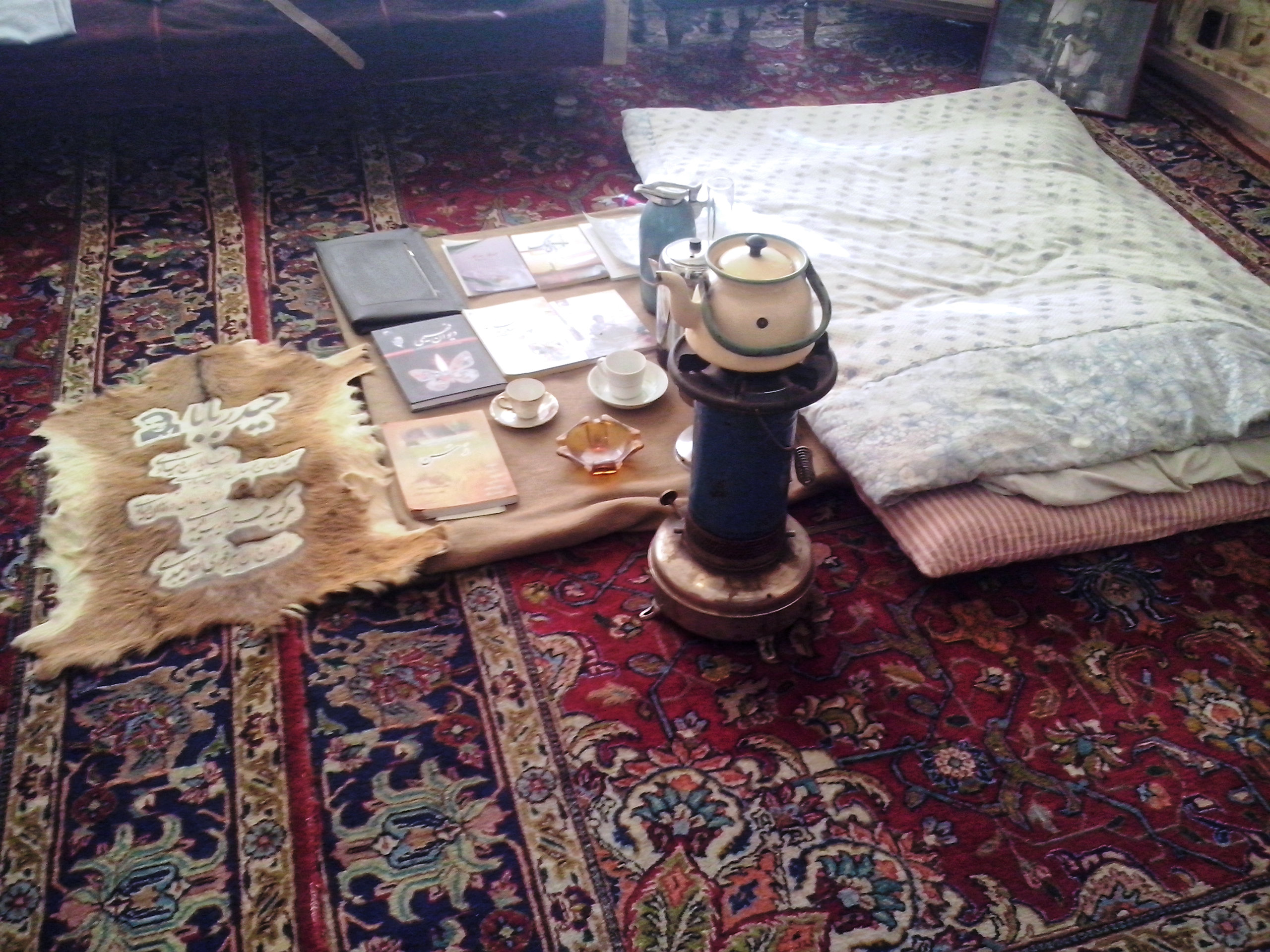
لوازم شخصی شهریار
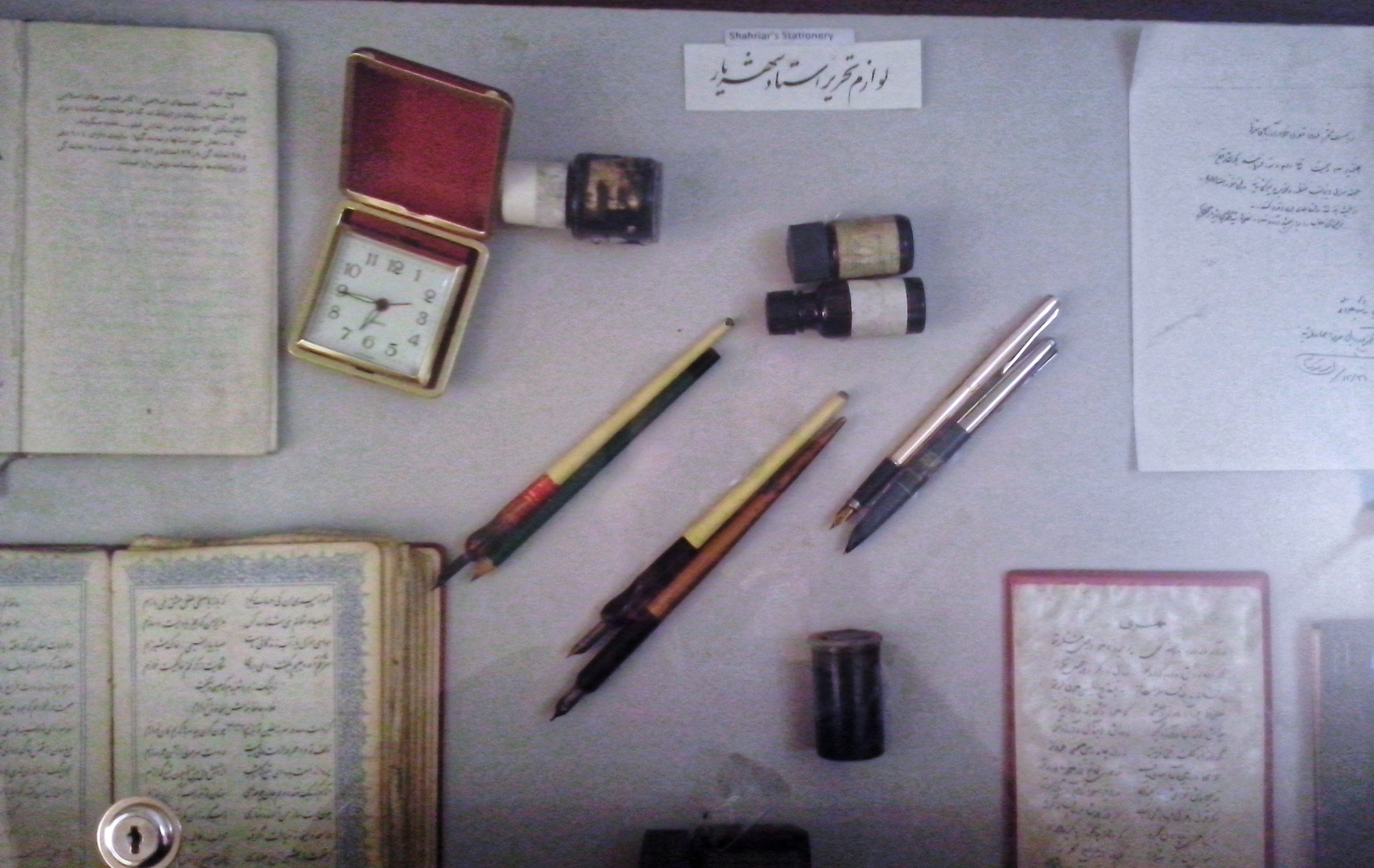
لوازم‌التحریر شهریار
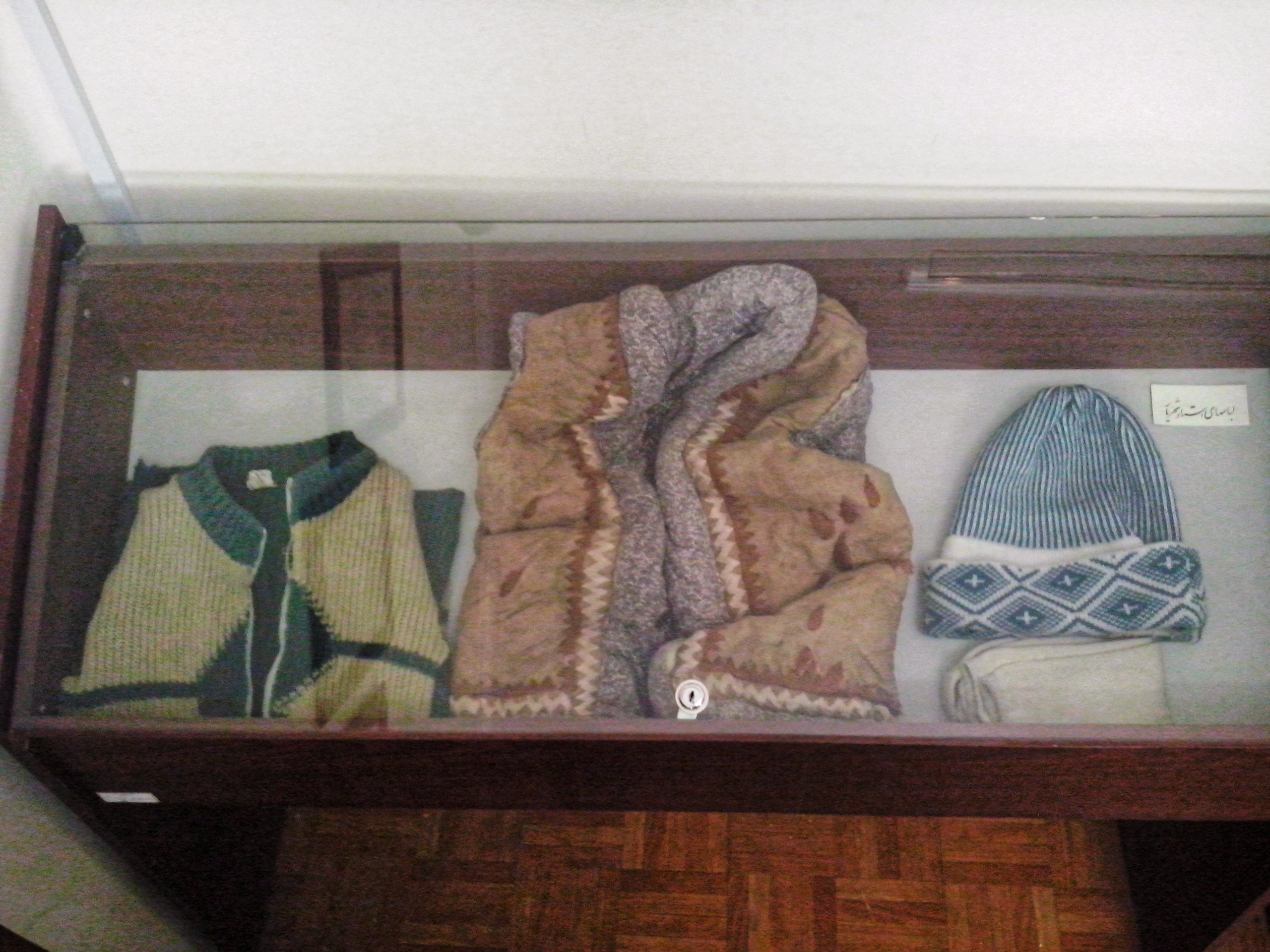
لباس‌های شهریار
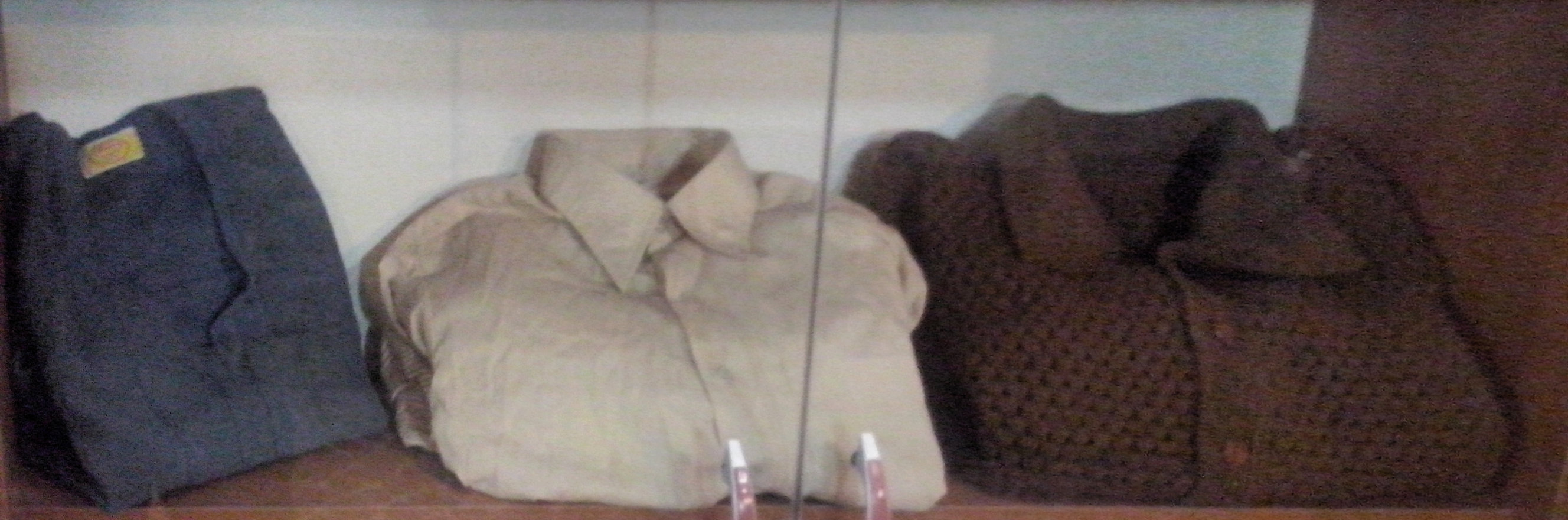
لباس‌های شهریار